# Dick Ray
Dick Ray, właśc. Richard Ray (ur. 4 lutego 1876 w Newcastle-under-Lyme, zm. 28 grudnia 1952 w Leeds) – angielski piłkarz i trener, pierwszy szkoleniowiec zespołu Leeds United, założonego w 1919 roku po tym, jak rozwiązano inny klub z tego miasta Leeds City.

## Kariera piłkarska
Dick Ray praktycznie przez swoją całą karierę występował na pozycji lewego obrońcy. Pierwszym klubem Anglika był Macclesfield Town, do którego Anglik dołączył w wieku siedemnastu lat. Później przez rok reprezentował barwy Port Vale, a jego następnymi drużynami w karierze były kolejno Manchester City, Stockport oraz Chesterfield. Kiedy trener tych ostatnich – Gilbert Gillies został szkoleniowcem Leeds City, na Elland Road zabrał ze sobą właśnie Raya. Ten jednak zrezygnował z występów w 1912 roku, ponieważ w czasie I wojny światowej przystąpił do Royal Army Service Corps.

## Kariera trenerska
Po zakończeniu I wojny światowej Anglik nie powrócił już do futbolu jako piłkarz, lecz rozpoczął pracę trenerską. W 1919 roku zaczął pracę w Leeds City, gdzie pracował jednak tylko przez jeden sezon, po czym został zastąpiony przez Arthura Fairclougha. Następnie objął funkcję szkoleniowca w zespole Doncaster Rovers, a miało to miejsce w 1923 roku. W sezonie 1926/1927 prowadzone przez Fairclougha Leeds spadło do drugiej ligi, a sam Anglik został zwolniony. Jego następcą został właśnie Ray, który powrócił na Elland Road po siedmiu latach przerwy. 5 marca 1935 roku Ray zrezygnował z prowadzenia zespołu „Pawi”. Na tym stanowisku zastąpił go Billy Hampson, który w Leeds pozostał przez kolejne dwanaście lat. W późniejszym okresie Dick przez cztery lata prowadził jeszcze Bradford City, a w wieku 62 lat Ray został trenerem szkółki młodzieżowej zespołu Millwall. W 1940 roku Anglik zakończył karierę trenerską.